# Миронов (Ростовская область)
Миро́нов — хутор в Мартыновском районе Ростовской области. Входит в состав Комаровского сельского поселения.

## Население
| 2010 |
| ---- |
| 1313 |

## Улицы
На хуторе имеется одна улица: Кольцевая.